# Daniel Colindres
Daniel Colindres Solera (* 10. Januar 1985 in Alajuela) ist ein costa-ricanischer Fußballspieler.

## Karriere

### Klub
Er begann seiner Karriere in der Jugend des CD Saprissa und ging hier Anfang 2010 von der zweiten, fest in die erste Mannschaft über. Nach einem halben Jahr wechselte er auf Leihbasis weiter zu Santos de Guápiles, wo er bis Ende 2011 verblieb. Danach verblieb er erst einmal bis zum Sommer 2013 bei seinem Stammklub und wurde danach noch einmal zum Puntarenas FC verliehen, hier verblieb er jedoch nur ein halbes Jahr.
Bis September 2018 gehörte er weiter dem Kader von Saprissa an, um schließlich danach fest zum bangladeschischen Klub Bashundhara Kings zu wechseln. Im Sommer 2020 kehrte er dann nach Costa Rica zurück und schloss sich wieder Saprissa an. Seit November 2021 ist er wieder zurück in Bangladesch und spielte für Abahani Ltd. Dhaka. Am 9. Januar 2022 stand er mit Abahani im Finale des Federation Cup gegen Rahmatganj MFS. Hier schoss er in der 45.+1 Minute das Tor zur 1:0-Führung. Abahani gewann das Spiel mit 2:1.

### Nationalmannschaft
Sein erster bekannter Einsatz für die Nationalmannschaft war ein 1:0-Freundschaftsspielsieg über die USA am 2. September 2011. Nach vereinzelten Freundschaftsspielen in den nächsten Jahren kam er dann auch ab September 2017 in der Qualifikation für die Weltmeisterschaft 2018 zum Einsatz. Anschließend stand er dann auch im Kader bei der Endrunde der Weltmeisterschaft und kam bei der 0:1-Niederlage gegen Serbien und dem 2:2 gegen die Schweiz in der Gruppenphase zum Einsatz. Nach dem Turnier kam er im folgenden September noch in zwei Freundschaftsspielen zum Einsatz und erhielt seitdem keine Einsätze mehr.

## Erfolge
Abahani Ltd. Dhaka
- FA Cupsieger: 2021/22

Deportivo Saprissa
- Costa-Ricanischer Meister Invierno: 2014/15, 2015/16
- Costa-Ricanischer Meister Verano: 2009/10, 2013/14, 2017/18, 2020/21
- Costa-Ricanischer Superpokalsieger: 2020/21
- Costa-Ricanischer Pokalsieger: 2013/14

## Auszeichnungen
Bangladesh Premier League
- Spieler des Jahres: 2018/19